# Bayboro
Bayboro és una població dels Estats Units i seu del comtat de Pamlico a l'estat de Carolina del Nord. Segons el cens del 2000 tenia 741 habitants.

## Demografia
Segons el cens del 2000, Bayboro tenia 741 habitants, 301 habitatges i 198 famílies. La densitat de població era de 194,6 habitants per km².
Dels 301 habitatges en un 24,3% hi vivien nens de menys de 18 anys, en un 38,5% hi vivien parelles casades, en un 24,3% dones solteres, i en un 33,9% no eren unitats familiars. En el 31,6% dels habitatges hi vivien persones soles el 14,3% de les quals corresponia a persones de 65 anys o més que vivien soles. El nombre mitjà de persones vivint en cada habitatge era de 2,36 i el nombre mitjà de persones que vivien en cada família era de 2,97.
Per edats la població es repartia de la següent manera: un 25% tenia menys de 18 anys, un 6,9% entre 18 i 24, un 25,9% entre 25 i 44, un 23,2% de 45 a 60 i un 19% 65 anys o més.
L'edat mediana era de 41 anys. Per cada 100 dones de 18 o més anys hi havia 87,8 homes.
La renda mediana per habitatge era de 26.563 $ i la renda mediana per família de 35.769 $. Els homes tenien una renda mediana de 23.750 $ mentre que les dones 19.196 $. La renda per capita de la població era de 13.709 $. Entorn del 22,3% de les famílies i el 28,5% de la població estaven per davall del llindar de pobresa.

## Poblacions properes
El següent diagrama mostra les poblacions més properes.